# Andrea Tozzo
Andrea Tozzo (* 30. August 1992 in Riva del Garda) ist ein italienischer Fußballtorwart.

## Karriere

### Verein
Der Torhüter begann seine Karriere in der Jugend von Hellas Verona dem AC Florenz und ab 2010 spielte er im Nachwuchs des Erstligisten Sampdoria Genua. Anschließend bekam er dort zwar einen Profivertrag, wurde aber in den folgenden Jahren permanent an unterklassige Verein, wie z.b. Novara Calcio oder Hellas Verona  verliehen. Im Sommer 2019 verpflichtete ihn dann Drittligist Ternana Calcio fest, doch auch dort folgten nach einem Jahr wieder diverse Ausleihen des Spielers. Zur Saison 2022/23 wechselte er dann weiter zum Ligarivalen FC Cesena in die Serie C.

### Nationalmannschaft
Am 21. April 2011 absolvierte Andrea Tozzo ein Testspiel für die italienische U-19-Nationalmannschaft gegen Tschechien. Beim 3:0-Auswärtssieg wurde der Torhüter in der 77. Minute für Mattia Perin eingewechselt. Außerdem saß er im gleichen Jahr zweimal bei Partien der U-20-Auswahl ohne Einsatz auf der Bank.

## Erfolge
- Italienischer Drittligameister und Aufstieg in die Serie B: 2015  ▲
- Supercoppa di Serie C: 2015